# チョコレートプラネット
チョコレートプラネットは、吉本興業（東京本社）所属のお笑いコンビ。2006年結成。NSC東京校11期生。
キングオブコント2008、2014、2018ファイナリスト。同2014準優勝。略称および愛称は、チョコプラ。

## メンバー
松尾 駿（まつお しゅん、1982年8月18日 - ）（42歳）
大ボケあるいはツッコミ担当、立ち位置は向かって右。
神奈川県足柄下郡箱根町出身、血液型O型。
箱根町立温泉小学校（現・箱根町立箱根の森小学校）、箱根町立箱根中学校、神奈川県立小田原城北工業高等学校、千代田工科芸術専門学校卒業。
別名はキッチンジロー。
長田 庄平（おさだ しょうへい、1980年1月28日 - ）（45歳）
ツッコミあるいはボケ・ネタ作り担当、立ち位置は向かって左。
京都府京都市上京区出身、血液型A型。
京都市立乾隆小学校、京都市立嘉楽中学校、京都学園高等学校（現・京都先端科学大学附属高等学校）、嵯峨美術短期大学卒業。

## 略歴
- 結成はNSC卒業間近の2006年1月。コンビ結成以前はそれぞれ松尾はピン芸人「松尾アンダーグラウンド」として、長田はトリオ「スリーポイント」での活動を経てピン芸人「長紫庄屋仁時」（おさむらさきしょうやじんとき）となっていた[1]。

- 『ヨシモト∞』（ヨシモトファンダンゴTV）火曜一部企画のサバイバルショーで、2007年1月16日に10週勝ち残りを達成。ヨシモトファンダンゴTVでの5分間の冠番組を獲得した。
- 2008年、結成2年にしてキングオブコント第1回大会の決勝戦に進出。決勝進出者8組中4位となる得点を獲得。
- 2009年4月28日 - 5月2日、神保町花月にて初主演作「盲亀浮木」を上演。神保町花月の最多出演者だった。
- NSC東京校11期以下の芸人で構成されたユニット「東京ワン・ダース」のメンバー。他メンバーは、井下好井 / タモンズ / ジャングルポケット / 渡辺直美 / メメ。
- 第1回F-1ぐらんぷり優勝（2010年11月23日アームストロングのシチサンより）。この企画は、コンビで普段ネタを作っていない方（チョコレートプラネットは松尾）がネタ作りを請け負い、そのネタで対決するというもの。
- 2012年7月28日に放送された『爆生レッドカーペット』（フジテレビ系列）にて視聴者投票のカムバックレッドカーペットへ選出されなかったものの、竹中直人によって「レッドカーペット賞」に選ばれた。
- 『有吉の壁』（日本テレビ）には2015年12月28日の特番第3回にて初出演。メインコーナーの「一般人の壁」における即興コントで器用さを見せた他、のちに持ちネタとなる和泉元彌やIKKOのものまねやTT兄弟もこの番組で初披露し、2018年のブレイクにつながった[2]。松尾は第4回で最多クリア獲得、第6回で優勝を果たし、コンビでも第10回において優勝。2020年のレギュラー放送開始を機にレギュラー出演者となり[3]、2021年12月29日には2021年の最多クリア獲得および優勝を成し遂げる。
- 2016年12月放送の『ものまねグランプリ ザ・トーナメント』に出場。和泉元彌やIKKOなどのものまねを披露し、決勝3位となった。2017年以降、和泉元彌やIKKOのものまねでのテレビ出演が増加した[4]。
- 2017年4月4日から2021年9月28日まで放送された『ウチのガヤがすみません!』（日本テレビ）には、MCの後藤輝基（フットボールアワー）とヒロミに次いで最多となる通算183回出演。
- 2019年1月14日放送開始の『偏愛リアリティショー フェチ恋』（Abema TV）において初のMCを務める。
- 2019年1月31日放送開始の『華麗なる一族の異端児』（テレビ朝日）で地上波初のMCを担当。
- 2021年4月23日放送開始の『新しいカギ』（フジテレビ）にてゴールデン・プライムタイムでのレギュラーを担当。
- 2021年8月24日、キー局初となるレギュラー冠番組『チョコプラCUP』（テレビ朝日）が放送開始。
- 2022年の『第73回NHK紅白歌合戦』では副音声のウラトークMCを担当。

## 芸風
主にコント。「ローマ帝国」「拷問」「密室ゲーム」「業者」など長田の製作する小道具や衣装を駆使した演劇的なもので、ボケ・ツッコミの役回りはネタによって変わる。ツッコミが存在せず、2人のやり取り自体がボケというパターンもある。
コントの他にはものまねやリズムネタを頻繁に演じ、ごく稀にだが漫才も行うなど多種多様。漫才では松尾がボケ、長田がツッコミを担当する。M-1グランプリ2018では準々決勝まで進出した。
2人ともものまねを得意とし、2017年頃から松尾はIKKO、長田は和泉元彌のまねでメディアの露出が飛躍的に増えた。
NSCの同期であるシソンヌと合同ライブ『チョコンヌ』『シソネット』を不定期に開催している。そのシソンヌとはキングオブコント2014のファイナルステージ最後の第4試合で相対した。チョコレートプラネットはファーストステージ第5試合でアキナを80-21で退け、ファイナルステージに進出すると、そのファイナルステージでバンビーノ、犬の心、ラバーガールと3試合連続で暫定王座を守り続けてきたが、最後の第4試合でシソンヌに27-74で敗れて優勝を逃した。コンビとしては2019年度を最後にキングオブコントへ出場していないが、2021年度に芸人の即席ユニットが出場可能になった事を受けてシソンヌと組んで「チョコンヌ」として参戦し準決勝進出を果たした。

## キャラクター

### わらび舞妓ちゃん
- 身長：六寿庵清水の金平糖170個分
- 体重：大きめの湯葉3枚分
- 苦手なこと：暑さ
- 好きなもの：風（エアー）
- 口癖：はんなり～
- 特技：逆立ち
- マネージャーは西陣織夫。西陣生まれ西陣育ち。好物は志津屋のビーフカツサンド。好きな所は西陣織会館。
- 2015年3月、一時失踪騒ぎになった[9]。

### 九城伸明
- 『ピエロンリー』『あさくら』『ストロングリーン』などをリリース。
- 『ピエロンリー』はDAMでカラオケ配信。

### TT兄弟
- Tの文字が書かれた白体操着姿の兄弟が、Tの文字に見えるものを見つけると両手を広げて「ティー! ティティー! ティーティーティティー!」と歌いだすリズムネタのコント。
- 個々の名前は兄：たけし（長田）、弟：てるお（松尾）。
- 2018年9月放送の『有吉の壁2018秋の陣SP』の企画『流行語大賞の壁を越えろ! 2018年ブレイク芸人選手権』で流行語を生み出すキャラになりそうな芸人というお題に対して急遽作ったネタキャラ。単発の即興ネタだったがキャッチーなリズムネタがウケ、多数の企業コラボ・CMへ出演するチョコプラの代表ネタと化した[10]。低GI兄弟・dd兄弟・CC兄弟といった亜流バージョンもある[11][12]。
- 2019年10月17日、ワニブックスより絵本『TT兄弟のきえたTをさがそう!!』を発売[13]。
- スポニチ若手競馬記者5人の苗字が偶然Tで始まることから20年春「TT戦隊当たルンジャー」を結成。G1で予想対決を行った。その年の日本ダービーでは本家TT兄弟と予想コラボが実現。
- 2024年7月2日放送のアメリカのオーディション番組『アメリカズ・ゴット・タレント』に「TT Brothers」として出場[14]。

### Mr.パーカーJr.
- Mr.パーカーJr.と名乗る男（長田）が、様々なシチュエーションで困る少年（松尾）へ「被れっ!」とラッパー風に言い放ち、パーカーのフードを被ることで問題を解決していくネタ。
- 名前の由来はレイ・パーカーJr.だが、ネタ中に使用されるBGMはレニー・クラヴィッツの『自由への疾走』。
- TT兄弟の爆発的ヒットを経て、『有吉の壁』の企画『流行語大賞の壁を越えろ! ブレイク芸人選手権2020』内で披露したネタ。
- その後、ストーリーが進むうちにDr.タートルネック（松尾）やMs.カンカンgirl(小川暖奈（スパイク）)、マスターヘルメットナイト(宮川英二（元ボーイフレンド）)、アフリカバンダーナ（リロイ太郎）といった様々なキャラが登場するようになった。
- 2020年7月、『Mr.パーカーJr.ダンス選手権』開催。自腹で優勝賞金100万円、特別賞10万円、キッズ賞10万円を授与。NAOTO（EXILE）など有名ダンサーも応募した。
- 2020年10月21日『Mr.parka.jr[15]』配信リリース。 DJ SAATがプロデューサー、DJ WATARAIがビートを担い作詞にはMr.パーカーJr.の他MCバトルの全国大会「ULTIMATE MC BATTLE」で2連覇を達成した晋平太が携わっている[16]。
- 2020年11月18日、HIPHOP専門のYouTubeチャンネル『HIPHOP DNA』にMr.パーカーJr.とDr.タートルネックとして出演した際、松尾が「唯一日本語Hiphopの中でリリック（歌詞）書けないラッパー」と発言したことからも、配信楽曲のジャンルはHIPHOPでありアートワークにはHIPHOP通におなじみの映画へのオマージュが意図的に取り入れられている。これには長きに渡りHiphopヘッズ（熱心なファン）である松尾の影響も大きいと見られ、松尾は「東京出てきてからの（HIPHOP的な人脈含めた）集大成」的作品であると語った[16]。
- 2020年11月1日、JOYSOUNDよりカラオケ配信。
- Dr.タートルネックとしては、東京上野クリニックのCMに出演[17]。
- 11月27日より、『Niko and...』の一部大型店舗と公式WEBストア.st（ドットエスティ）にて、 Mr.パーカーjr.とコラボレーションしたアイテムを発売。

### 美炎
- 2021年2月24日、『有吉の壁』のコーナー『ブレイクアーティスト選手権』で初披露[18]。向井慧・菅良太郎（パンサー）とのユニット。
- メンバーはボーカル：Kushami（長田）、ギター：Zumari（向井）、ベース：Dust（菅）、ドラム：Kafun（松尾）。
- 同年4月10日、『バズリズム02』に出演。
- 同年8月29日には『FNSラフ&ミュージック〜歌と笑いの祭典〜』第2夜に出演。
- ファンの通称は『慢性鼻炎』。
- 同年11月12日、iTunes Store・LINE MUSIC・Apple Store・spotify・レコチョク他各音楽配信サービスにて、『鼻吹雪』『鼻水木』の同時配信を開始。
- 2022年9月14日初のファーストアルバム『White Tissue』を発売。そこにはZumari初ボーカルの『口呼吸』（読み：ブレス）や、河村隆一楽曲提供の『fire nose..』や、ナイトメアとのコラボ曲『Stuffy Nose Insomnia』が収録されている。

## 評価
萩本欽一は『キングオブコント2014』を視聴した際の感想として、決勝進出したチョコレートプラネットについて「最近の若い笑いにしちゃ、動きがわかってる」「決勝はネタが悪くて負けちゃったけど、動きはピカイチだった」「動きの後の足や指を綺麗に収めることができている」などとチョコレートプラネットのコメディアンとしての動きを評価している。
2023年4月に行われた、タレントパワーランキング「YouTube配信芸人人気ランキング」グループ部門において、かまいたちやさまぁ～ずなどを抑えて、第1位を獲得している。

## 賞レースでの戦績
キングオブコント
| 年度   | 結果       | 備考                 |
| ------ | ---------- | -------------------- |
| 2008年 | 決勝4位    | Bグループ3位         |
| 2009年 | 3回戦進出  |                      |
| 2010年 | 準決勝進出 | 追加合格で準決勝進出 |
| 2013年 | 2回戦進出  |                      |
| 2014年 | 決勝2位    |                      |
| 2015年 | 準決勝進出 |                      |
| 2016年 | 準決勝進出 |                      |
| 2017年 | 準決勝進出 |                      |
| 2018年 | 決勝3位    |                      |
| 2019年 | 準決勝進出 |                      |
| 2021年 | 準決勝進出 | チョコンヌとして出場 |

その他
- 2010年 第1回 F-1ぐらんぷり優勝（2010年11月23日、アームストロングのシチサンより）
- 2011年 R-1ぐらんぷり 準決勝進出（長田）
- 2012年 爆笑レッドカーペット レッドカーペット賞
- 2015年 ABCお笑いグランプリ 決勝5位
- 2015年 NHK新人お笑い大賞 優勝
- 2018年 R-1ぐらんぷり 決勝進出 Bブロック2位（長田）
- 2018年 M-1グランプリ 準々決勝進出
- 2019年 R-1ぐらんぷり 決勝進出 Aブロック3位（松尾）準決勝進出（長田）

## 出演
※単独出演については、松尾駿#出演、長田庄平#出演を参照。

### テレビ

#### レギュラー番組
現在
- ヒルナンデス!（日本テレビ、2019年4月2日 - ）- 火曜レギュラー
- パズドラ（テレビ東京、2020年4月4日 - ）- バラエティパート『超絶!!パズドラ部』のみ。ただし、第144話（2021年3月7日放送回）のみ本人役でアニメパートにも出演。
- 有吉の壁（日本テレビ、2020年4月8日 - ）
- 新しいカギ（フジテレビ、2021年4月23日 - ） 
- 再現できたら100万円!THE神業チャレンジ（TBS、2023年4月11日 - ）- MC
- 超町人!チョコレートサムネット（メ〜テレ、2023年10月8日 - ）- MC
- ザ・共通テン!（フジテレビ、2024年10月18日 - ）- 進行

過去
- ヨシモト∞芸人証券火曜日（ヨシモトファンダンゴTV、- 2007年3月）
- パワー☆プリン（TBS、2011年10月12日 - 2013年8月30日）
- PON!（日本テレビ、2015年3月31日 - 9月29日）- 火曜日「突撃PON!」担当
- 4コマコント 起笑転結 （日本テレビ、2015年10月14日 - 12月30日）- 準レギュラー
- おはスタ（テレビ東京、2018年11月14日 - 2024年3月27日）- 水曜日不定期コーナー『チョコートプラネットの見たことないやつ工作室』担当、2019年4月から2024年3月まで水曜レギュラー
- 第1話（朝日放送テレビ、2019年4月21日 - 7月7日）- オサダ 役（長田）、マツオ 役（松尾）
  - #12刑事ドラマ「刑事たち」（7月7日） - 博打警視正 役（長田）、ウェザー刑事 役（松尾）

- でんじろうのTHE実験（フジテレビ、2019年6月23日 - 2021年2月19日）
- 噂の現場直行ドキュメン ガンミ!!（TBS）- 隔週出演
- ウチのガヤがすみません!（日本テレビ）
- えいごであそぼ with Orton（NHK Eテレ、2020年4月 - 2023年4月）ttbrothersとして「Strike a Pose」コーナーに出演。
- 応援!みんなのチャレンジ（NHK Eテレ、2021年4月12日 - 8月16日）- 子ども向けSDGs番組シリーズ「ひろがれ!いろとりどり」枠（2021年5月から毎月第3週月曜日）
- チョコプラCUP（テレビ朝日・ABEMA、2021年8月24日 - 2022年4月26日） - 冠番組（月1回放送）
- 一撃解明バラエティ ひと目でわかる!!（日本テレビ、2021年10月19日 - 2022年9月6日） - ひと目キャプテン
- 愛のクイズウォーズ ガンバレプラネット（中京テレビ、2022年1月8日 - 6月25日）
- #ウルトラマワス（テレビ東京、2022年2月4日 - 3月31日）
- 宇宙タクシー（NHK Eテレ、2022年2月19日 - 3月5日）
- すくすくぽん!（東海テレビ、2022年4月 - 2023年3月26日）
- 1分入魂（日本テレビ、2022年4月9日 - 6月25日）
- 日本シン人種図鑑（テレビ東京、2022年4月21日 - 2023年3月29日）
- チョコプランナー（テレビ朝日、2022年10月4日 - 2025年3月30日）
- チョコプラのバーチャル空間バラエティ メタバースプラネット（テレビ東京、2022年10月12日 - 2023年3月28日）- MC
- イタズラジャーニー（フジテレビ、2022年10月15日 - 2024年9月28日）
- 坂道の向こうには青空が広がっていた。（フジテレビ、2023年10月17日 - 2025年6月25日）- MC
- チョコっと笑えるKEIBA（TBS、2024年4月4日 - 6月20日）

#### 特番
現在
- 新春!爆笑ヒットパレード（フジテレビ、2015年1月1日・2019年1月1日 - ）- 中継出演→コーナーMC
- ENGEIグランドスラム（フジテレビ、2018年4月7日 - ）
- ドリーム東西ネタ合戦（TBS、2019年1月1日 - ）- 東軍メンバー
- チョコプラアキタメシ（秋田放送、2020年12月4日・2021年12月3日・2024年11月29日）
  - チョコプラ アキタカモスメシ（秋田放送、2023年11月17日）[30]
- ハモネプ（フジテレビ、2021年2月27日 - ）- 進行→サポーター
- チョコプラの超ヒット商品研究所（TBS、2021年7月4日 - ）- MC
- 熱唱!ミリオンシンガー（日本テレビ、2021年9月5日 - ）- 長田∶MC 松尾∶応援団長→MC
- 日曜ビッグバラエティ（テレビ東京）
  - ニッポンこんな所に激ウマ店!ネットで高評価の店BEST20一挙大公開SP（2022年2月6日）- MC
  - 全日本コロコロからくり装置王決定戦（2022年3月20日）- 審査員
  - お直しJAPAN（2023年10月22日 - ）- 職人見届け人
  - TVチャンピオン3（2023年12月17日）- MC[31]
  - 一流料理人さん!休日食べる激うまメシ教えてください（2024年6月16日・12月1日）- MC
- THE CONTE（フジテレビ、2022年8月7日 - ）
- 新春!幻の優勝ネタ祭り（テレビ東京、2022年12月31日 - ）- MC[32]
- THE DANCE DAY（日本テレビ、2023年5月6日 - ）- 大会サポーター
- ウチのガヤがすみません!（日本テレビ、2023年8月1日 - ）
- これさえランキング（日本テレビ、2024年1月28日 - ）- サブMC[33][34][35]
- キカクノタネ（TBS、2024年5月6日 - ）- MC
- 国民的◯◯の祭典!（フジテレビ、2024年7月13日 - ）- MC
- ドリフに大挑戦スペシャル（フジテレビ、2024年8月5日・2025年1月11日）
  - 国民が選ぶ!志村けんの爆笑ベストコント30（フジテレビ、2025年2月24日）

過去
- 有吉の壁（日本テレビ、2015年12月28日 - 2020年1月3日）
- ENGEIトライアウト（フジテレビ、2016年2月14日・2017年9月23日）
- ものまねグランプリ（日本テレビ、2016年12月6日 - 2021年12月1日）
- タイム調ベル!時間どんだけ?（テレビ朝日、2019年7月5日） - MC
  - 世界が仰天!クイズどんだけ～?（テレビ朝日、2019年10月12日）- MC
  - 世界が仰天!どんだけ〜? 衝撃!グルメスペシャル（テレビ朝日、2020年2月19日）- MC
- 一撃解明バラエティ ひと目でわかる!!（日本テレビ、2019年9月22日・2021年4月18日）
- 東京一人暮らし2020 〜安村・チョコプラが進化する渋谷でこだわりのあれこれ 〜大発見SP〜（新潟テレビ21・北陸朝日放送・福島放送・長野朝日放送・静岡朝日テレビ、2020年2月15日）
- FNS番組対抗オールスター春秋の祭典（フジテレビ、2020年3月28日）- コーナープレゼンター
- 激ヤバ!チョコプラ修羅場劇場（読売テレビ、2020年12月10日 - 2021年3月25日）- MC
  - 解決!チョコブラ即興劇場（読売テレビ、2021年12月30日）- MC
- ゼロイチできんのか!?（フジテレビ、2020年12月30日・2021年6月5日）- MC
- チョコフワ動画 犬猫VS芸人（テレビ朝日、2020年12月31日）- MC
- 新しいカギ（フジテレビ、2021年1月3日）
- チョコプラのNo密エリアで長崎濃密旅（長崎放送、2021年2月13日）
- ザ・白黒リベンジャーズ（フジテレビ、2021年2月14日）- MC
- 疾走!エイトマイル（日本テレビ、2021年3月28日・8月15日）[36][37]
- チョコプラの世界ローカル動画まとめ チョコチョコ動画（テレビ朝日、2021年4月11日）
- THE百王（TBS、2021年4月24日 - 2022年4月1日）- MC
- 1周回って知らない話（日本テレビ、2021年5月12日・10月6日）
- 再現できたら100万円!THE神業チャレンジ（TBS、2021年5月15日 - 2023年1月4日） - MC
- フジバラナイト「絆で見抜け!覆面パートナー」（フジテレビ、2021年7月4日）- MC
- コソコソプラネット（フジテレビ、2021年10月7日）- チーフエージェント
- イタズラジャーニー（フジテレビ、2021年11月21日・2022年6月4日）
- 「笑って年越したい!!笑う大晦日」直前から笑って過ごそうSP!!（日本テレビ、2021年12月31日）- MC
- 元旦に爆誕!ネクストブレイク芸人ガチャ2022（テレビ東京、2022年1月1日）- MC
- 超私的ナイスバイ（毎日放送、2022年1月2日・5月25日）- MC
- 世界のヤバすぎ!?プライスクイズ（東海テレビ、2022年1月30日・2023年2月12日）- 長田∶MC 松尾∶パネラー
- サンバリュ（日本テレビ）
  - ギョーカイ感謝祭（2022年2月20日）- MC
  - 高校生映像アワード（2022年7月24日）- MC
  - Second School life（2023年10月1日）- MC[38]
  - ダンス最強チームバトル ダンバト（2024年11月24日）- サポーター[39]
- ぷらぷら生チョコプラ 〜生配信しながらロケしちゃいました〜（広島ホームテレビ、2022年3月19日）
- 有頂天コレクション（TBS、2022年4月21日）- MC
- ミスから始まるミステリー（朝日放送、2022年4月23日）- MC
- ギリギリのギリ（フジテレビ、2022年5月4日・9月17日）
- 君の声が聴きたい（NHK総合、2022年5月6日・7日）
- チョコプラのぶらり溶接の旅（テレビ東京、2022年5月7日 - 2023年2月5日）
- 創造バトルバラエティ・バベル（テレビ朝日、2022年6月25日）- MC
- チョコプラインタビュー（テレビ朝日、2022年6月28日）- 長田∶MC 松尾∶解答者
- ハラ×チョコ バカしあいTV（テレビ朝日、2022年7月1日）- MC
  - ハラチョコ バチバチTV（テレビ朝日、2023年1月8日）- MC[40]
- チョコブラ（テレビ朝日、2022年7月26日）
- 今夜みんなで発見!?シチズンラボ生放送スペシャル（NHK総合、2022年8月22日）- MC
- 世界最速!?グルメバラエティ 10秒グルメ（テレビ東京、2022年9月3日・11月16日）- MC[41]
- チョコプラカウント（テレビ朝日、2022年9月19日）- MC[42]
- 上には上がいる!（TBS、2022年9月24日 - 2024年6月12日）- MC
- 第73回NHK紅白歌合戦（NHK総合・ラジオ第1、2022年12月31日）- ウラトークMC
- チョコプラが体当たり!日本公演最新作ダイハツアレグリア-新たなる光-の裏側全部見せちゃいますSP（フジテレビ、2023年1月28日）
- お笑いSDGs王決定戦!（テレビ東京、2023年2月4日）- MC[43]
- 船乗りプラネット（毎日放送、2023年2月5日）[44]
- 〜ニッポン緊急事態シミュレーション〜 もしも怪獣が襲ってきたら（TBS、2023年2月22日・2024年6月5日）- ゼロ調調査員
- チョコブラのガチ工場（CBCテレビ、2023年3月25日）[45]
- クイズ!ドコノゴハン 〜舌から学ぶニッポン〜（関西テレビ、2023年5月28日）- MC[46]
- 土曜☆ブレイク（TBS）
  - チョコホラーハウス（2023年7月1日）- 長田:主宰者 松尾:プレイヤー
  - 地球まるごと大実験 ネイチャーネイチャー（2025年7月12日）- MC
- 風磨とチョコプラのふちど〜るマップ（テレビ東京、2023年7月8日・12月29日）[47]
- 旅の思い出なんだっけ?（テレビ東京、2023年7月13日・11月2日）- MC
- FNS27時間テレビ 鬼笑い祭（フジテレビ、2023年7月21日）- 長田∶かまいたち軍キャプテン補佐 松尾∶かまいたち軍メンバー
  - FNS27時間テレビ 日本一たのしい学園祭!（フジテレビ、2024年7月20日・21日）- 総合司会[48][49]
- 超町人!チョコレートサムネット（メ〜テレ、2023年7月23日・9月3日）- MC
- 怖いけどタメになる話（テレビ朝日、2023年8月13日 - 2024年6月22日）- MC[50]
- FNSソフト工場「下を向いて歩こう 〜マンホールの旅〜」（テレビ愛媛、2023年8月18日）- MC
- 世界感情バクハツ映像祭（TBS、2023年9月9日・2024年1月16日）- MC[51][52]
- チョコレートプラネットの通った事ないサミット（テレビ朝日、2023年9月22日）- MC[53]
- リトルエジソン 〜若き天才発掘SHOW〜（TBS、2023年10月29日）- MC[54]
- あなたは知ってる?知らない? 超レア映像遺産ショー（日本テレビ、2023年12月11日・2024年12月27日）- 頭脳派芸能人
- チョコプラ鍋（テレビ新広島、2024年1月5日・2025年1月3日）[55]
- チョコプラと大人の社会見学 スタートアップって何だ!?（BSよしもと、2024年1月21日）- MC[56]
- 助けて!ミライくん（CBCテレビ、2024年1月27日）- 長田∶長田家の父親 松尾∶ミライくん[57]
- ひらめきスタジアム（日本テレビ、2024年3月3日）- 長田∶MC 松尾∶解答者
- 緊張と緩和（日本テレビ、2024年3月17日）- 長田∶MC 松尾∶VTR出演。
- Newsポケモンサテライト（テレビ東京、2024年4月13日）- 長田∶MC 松尾も出演[58]
- キンニクッキング（TBS、2024年8月19日）- MC[59]
- カブるな1/100（関西テレビ、2024年8月25日）- 長田∶MC 松尾∶プレイヤー[60]
- 爆笑!ナイスな引き出しGP（TBS、2024年8月26日・9月2日）- MC[61]
- その道のプロが選ぶ本当のNo.1 プロフェッショナルランキング（TBS、2024年10月7日・2025年2月10日）- パネラー
- 買い主が見てみたい（メ〜テレ、2024年11月2日・2025年2月9日）- MC[62]
- ミステリープラネット（TBS、2024年12月2日・2025年2月3日）- MC[63]
- 内村チョコプラのちょっと変でもまぁ一家（TBS、2025年1月2日・5月29日）- MC[64]
- 放送100年 超体験!未来映像ラボ（NHK総合、2025年3月1日）- MC
- カギダンススタジアム2025 芸能人×高校生本気ダンス!（フジテレビ、2025年4月12日）
- おじゃまめし 相席×グルメ×サプライズ（TBS、2025年6月11日）- MC
- 土曜RISE!「ココでしか物産展 〜今からココで、お取り寄せ解禁〜」（フジテレビ、2025年6月21日・28日）- MC[65]
- ゴールデンタッグ（読売テレビ、2025年7月31日）- プレゼンター

### テレビドラマ
- 浦安鉄筋家族 第11話（テレビ東京、2020年）- リポーター 役
- イチケイのカラス 第1話（フジテレビ、2021年4月5日）- 傍聴マニア役[66]
- でっけぇ風呂で待ってます 最終話（日本テレビ、2021年4月6日）- チンピラ峰、東堂役
- 異世界居酒屋「のぶ」Season3 〜皇帝とオイリアの王女編〜（WOWOW、2023年1月13日 - 3月17日） - 串カツの妖精 役[67]
- お笑いインスパイアドラマ ラフな生活のススメ（NHK総合、2023年7月4日 - ）[68]

### テレビアニメ
- デュエル・マスターズ!!（テレビ東京、2019年）- 本人 役
- 名探偵コナン 大怪獣ゴメラVS仮面ヤイバー（読売テレビ、2020年）- 石澤克二 役（松尾）、石澤浩一 役（長田）[69]
- 宇宙なんちゃら こてつくん（NHK Eテレ、2021年）
- サザエさん（フジテレビ、2024年） - 本人 役（松尾・長田）[70]

### 劇場アニメ
- クレヨンしんちゃん 謎メキ!花の天カス学園（2021年）- 給食袋 役（松尾）、ヨーヨー 役（長田）[71]

### 吹き替え
- トイ・ストーリー4（2019年）- ダッキー 役（松尾）、バニー 役（長田）[72]
- ウォンカとチョコレート工場のはじまり（2023年） - 警察署長 役 〈キーガン＝マイケル・キー〉（長田）、神父 役 〈ローワン・アトキンソン〉（松尾）[73]
- ゴーストバスターズ/フローズン・サマー（2024年） - ラーズ 役〈ジェームズ・エイキャスター〉（長田）、ガラッカ 役（松尾）[74][75]
- スーパーマン（2025年） - マリク・アリ 役（長田）、メトロポリス市民 役（松尾）[76][77]

### 映画
- 有吉の壁 カベデミー賞 THE MOVIE「ドライブ・アイ・サー」（2022年6月11日、ライブビューイングジャパン）[78]

### ラジオ
- アンタッチャブルのシカゴマンゴ（TBSラジオ、2008年10月23日）
- The Burn（FMヨコハマ、2010年11月27日）
- マイナビ Laughter Night（TBSラジオ、2017年9月1日）
- アルコ&ピース D.C.GARAGE（TBSラジオ、2018年10月16日）
- ラジナタ!（Backstage Cafe、2018年11月 - ）
- チョコレートプラネットの東京遊泳（文化放送、2019年9月30日 - ）
- 日本住宅ローン GO!GO!家族（TOKYO FM、2021年7月3日 - ）[79]

### 舞台
- ダンガンロンパ THE STAGE〜希望の学園と絶望の高校生〜2016（2016年6月16日 - 7月16日、Zeppブルーシアター六本木、東海市芸術劇場、サンケイホールブリーゼ、関内ホール）- 葉隠康比呂 役（長田）、山田一二三 役（松尾）（両者ダブルキャスト）
- 有吉の壁 Break Artist Live'21 BUDOKAN（2021年11月11日、日本武道館）

### MV
- 瑛人「ライナウ」（2020年11月）[80]

### Web
- フィアット・500X （2015年 日本公式サイト）
  - 10X People -500Xのスタイルを体現する10の生き方- vol.5 Xside of beauty 万能
- 偏愛リアリティショー フェチ恋（2019年1月14日 - 2月4日、AbemaTV）[81] - MC
- 買えるバトルクラブ（2018年8月2日 - 2020年3月19日、AbemaTV）
- 藤森・チョコプラの買えるABEMA 〜プロの逸品を手に入れろ!〜（2020年4月2日 - 6月25日、ABEMA）

### 神保町花月
- THE MOMO-TARO（2007年7月18日 - 7月27日）
- 湘南すずらん大学物語＃1 海とセレブとへタレたち（2007年9月1日 - 9月9日）
- 湘南すずらん大学物語＃2 本当にあった怖い部室（2007年10月2日 - 10月8日）
- 湘南すずらん大学 最終章 俺たちのビッグウェイブ（2007年11月6日 - 11月11日）
- 神保町花月カウントダウン'08 〜ゆく芝居 くる芝居〜（2007年12月31日）
- 何者でもない俺たち＃1 さりげなく出会って なにげなく見つめて（2008年1月8日 - 1月14日）
- 何者でもない俺たち＃2 150グラムの品格（2008年2月5日 - 2月11日）
- 何者でもない俺たち＃3 愛と勇気のイレブンライダー （2008年3月4日 - 3月9日）
- 花坂荘の人々＃1 〜おなか、すいてない?〜（2008年4月15日 - 4月20日）
- 花坂荘の人々＃2 〜ブラザーズ＆ブラザーズ〜（2008年5月13日 - 5月18日）
- 花坂荘の人々＃3 〜これから、そしてここから〜（2008年6月17日 - 6月22日）
- 湘南すずらん大学物語2008 〜波は何でも知っている〜（2008年8月19日 - 8月24日）
- オーディション（2008年11月5日 - 11月9日）
- 何者でもない花坂荘物語 〜Christmas for you〜（2008年12月23日 - 12月25日）
- 友よ、静かに眠れ（2009年3月12日 - 3月16日）
- 盲亀浮木（2009年4月28日 - 5月2日）※主演
- 神保町花月×Confetti 企画 「第3回オールナイト神保町エチュ1グランプリ!!」（2009年5月22日）
  - なお、このイベントでは長田が優勝している。
- リーベ座の怪人（2009年6月23日 - 6月27日）
- テンプテーション（2009年11月24日 - 26日、28日、29日）
- 東京NSC11期生公演 memory（2010年9月28日 - 10月1日）
  - なお、長田は演出を担当した。

### DVD
- ルミネtheよしもと 業界イチの青田買い2008秋（2008年）
- 「チョコレートプラネット」（2015年）
- 「チョコレートプラネット vol.2」（2018年）
- チョコンヌ2020（2020年10月21日）

### 配信シングル
- TT体操（2019年11月4日）
- Mr.Parka jr.（2020年10月21日）「Mr.Parka jr.」名義
- ハルに君、ユビサック（2023年4月5日）
- 君のナツ、ユビサック（2023年7月5日）
- アキ君へ、ユビサック（2023年9月6日）
- 君にメリーユビサック（2023年11月22日）

## 単独ライブ
- 2008年
  - 1月28日 - 「birthday party」（シアターブラッツ/東京）初単独
  - 8月12日 - 「BAKKI BAKI!!」（笹塚ファクトリー/東京）
- 2009年
  - 2月25日 - 「−EARTH−」（シアターブラッツ/東京）
  - 7月31日 - 「Tetrapod」（シアターブラッツ/東京）
- 2012年
  - 8月31日 - 「千ノナイフガ肩ヲ刺ス」（北沢タウンホール/東京）

## CM
- イオン「パワーフェスティバル」（2019年）
- ダスキン「ミスタードーナツ 桜の花ドーナツ」（2019年）
- ライオン「ルックプラス バスタブクレンジング」（2019年）
- タカラトミー「ベイブレードバースト」（2019年）
- NTTドコモ「Dポイントクラブ」（2019年 - 2020年）
- サンヨー食品「サッポロ一番 みそラーメン」（2019年）
- ディーエイチシー 「プロテインダイエット」（2019年 - 2020年）
- IDOM「ガリバーオート」（2019年）
- 住友生命保険
  - 1UP（2019年 - 2020年）
  - Vitality（2019年 - 2020年）
- キングジム「テプラ Lite LR30」（2020年） [82]
- バンダイ「データカードダス 最響カミズモード!」（2020年 - 2021年）
- おやつカンパニー「ポテト丸」（2020年）
- 医療法人社団 上伸会「上野クリニック」（2020年 - 2021年）[83]
- Indeed（2020年 - 2021年）
- アピタ・ピアゴ「アピTピアT」（2021年 - 2022年）
- ベネッセ
  - 新学期応援オンライン教室（2021年）[84]
  - こどもちゃれんじ（2024年）
- セガ
  - 東京2020オリンピック The Official Video Game （2021年）[85]
  - マリオ&ソニック AT 東京2020オリンピック（2021年）
- 日清食品
  - これ絶対うまいやつ!（2021年 - 2025年）
  - トリプルバリア（2024年 - 2025年）
- グリーンモンスター「FXなび」（2021年 - 2022年）
- マネクル「Lステップ」（2022年 - ） [86]
- MPH「ミュゼプラチナム」（2022年）
- ロート製薬「ロートZi:」（2022年）
- ローソン「生カスタードシュークリーム」（2022年）
- LINE MUSIC（2022年）
- 日本マクドナルド「ひるマック」（2022年）
- AMUSE「アミューズ」（2022年 - 2023年）
- 日本住宅ローン（2022年 - ）[87][88]
- ピンタレスト・ジャパン「Pinterest」（2022年 - 2023年）
- 味の素AGF「ブレンディ スティック」（2022年 - ）
- 元気寿司「魚べい」（2023年 - 2024年）
- エスビー食品「チューブ」（2023年 - ）
- サントリー「ほろよい」（2023年 - 2024年）
- グラフィコ「オキシクリーン」（2024年 - ）
- クリア「MEN’S クリア」（2024年 - ）
- オルビス「オルビスユー」（2024年）
- ロッテ「グリーンガーナ」（2024年 - ）
- google「Google Pixel 9 Pro」（2024年 - ）
- Netfilx japan「NETFLIX 話したくなる話がある。」（2024年 - ）
- 任天堂「ドンキーコング リターンズHD」（2025年）
- エイブル（2025年 - ）
- リブセンス「マッハバイト」（2025年）
- 青山商事
  - 安心おまとめセット（2025年 - ）
  - メンズフレッシャーズ（2025年 - ）
- 久光製薬「アレグラFX」（2025年 - ）
- 東京都 「HTT」（2025年 - ） - 堀越麗禾と共演[89]。
- マルハン東日本カンパニー（2025年 - ）[90]
- アサヒビール「スマドリ」（2025年 - ）
- 日本トレカセンター（2025年 - ）